# اچ‌ام‌اس سلطان (۱۷۷۵)
اچ‌ام‌اس سلطان (۱۷۷۵) (به انگلیسی: HMS Sultan (1775)) یک کشتی بود که طول آن ۱۶۸ فوت ۶ اینچ (۵۱٫۳۶ متر) بود. این کشتی در سال ۱۷۷۵ ساخته شد.